# Najat Badri
Najat Badri (arabisch نجاة بدري, DMG Naǧāh Badrī; * 19. Mai 1988 in Salé) ist eine marokkanische Fußballspielerin.

## Karriere

### Klub
Auf Klubebene spielt sie bei FAR Rabat.

### Nationalmannschaft
Mit der marokkanischen A-Nationalmannschaft nahm sie am Afrika-Cup 2022 teil, wo sie mit ihrer Mannschaft das Finale erreichte, hier jedoch am Ende gegen Südafrika verlor. Dies reichte dem Team aber, damit man sich für die Weltmeisterschaft 2023 qualifizierte.